# ギルバート諸島

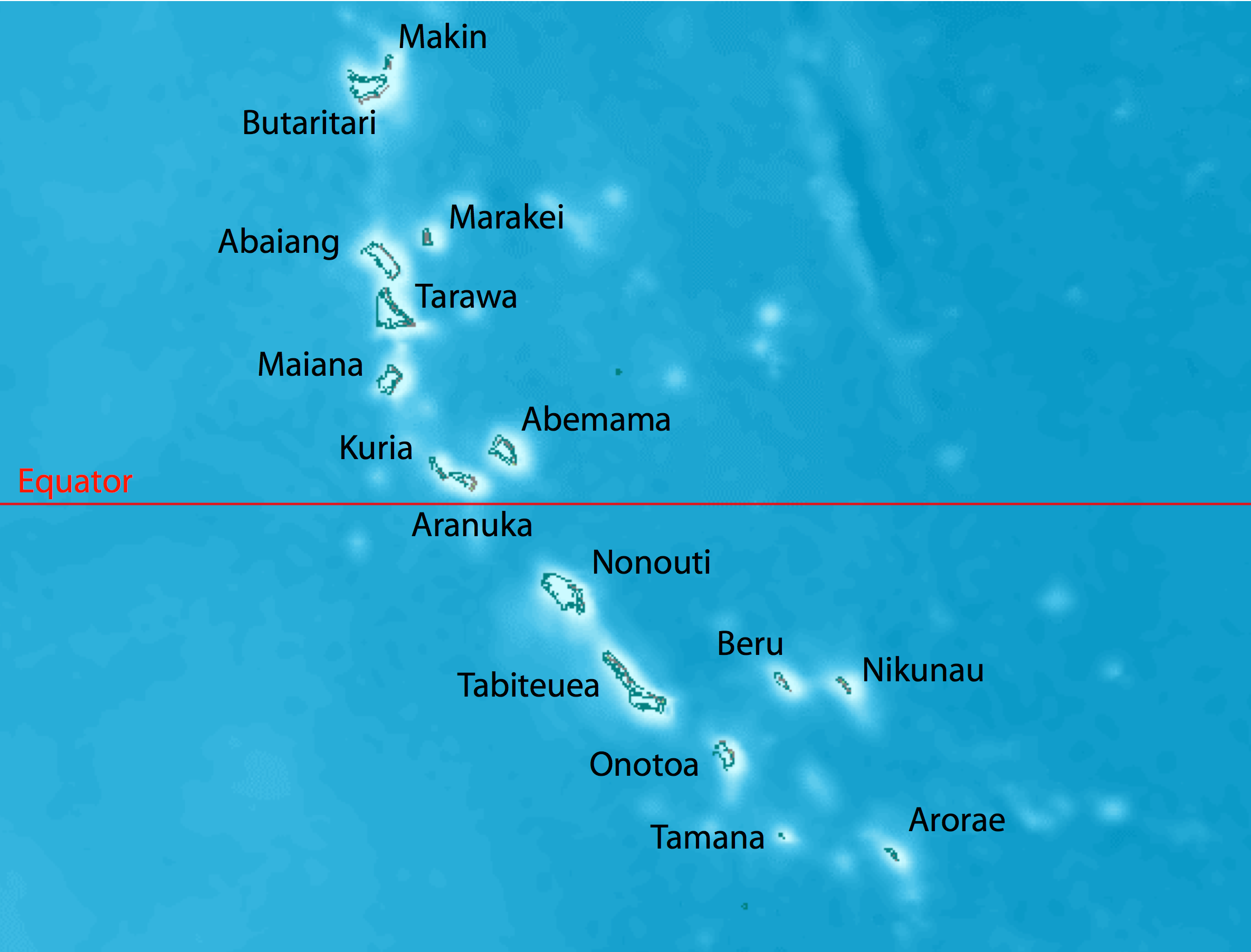
ギルバート諸島

ギルバート諸島 (ギルバートしょとう、Gilbert Islands) は、太平洋にある16の珊瑚礁の島および環礁からなるキリバス領の諸島。

## 歴史

### イギリス統治
ギルバート諸島にはヨーロッパ人が発見する数世紀前からミクロネシア人が住んでいた。
この諸島の最初の発見の記録は1765年、ドルフィン号 (HMS Dolphin) のバイロン司令官による南東部の島ニクナウの発見である。1788年にはシャーロット号 (HMS Charlotte) のトマス・ギルバート船長とスカボロー号 (HMS Scarborough) のジョン・マーシャル船長がアパママ (Apamama)、クリア、アラヌカ、タラワ、アベイアン、ブタリタリ（マキン環礁）、マキンを発見した。その後、多くの船が中部太平洋の航海中にギルバート諸島を通った。アメリカ合衆国探検遠征隊の2隻の船、ピーコック号 (Peacock) とフライングフィッシュ号 (Flying Fish) はハドソン艦長指令のもと何度もギルバート諸島を訪れ、多くの時間を費やして海図の作成にあたった。
1892年5月27日、ロイヤリスト号 (HMS Royalist) のデーヴィス船長によってイギリスの保護領と宣言された。1916年、ギルバート諸島はエリス諸島（現ツバル）とともにイギリスの植民地となった。

### 第二次世界大戦
1941年12月に開戦すると、イギリスとの間に開戦した日本軍は、すぐにブタリタリ（マキン環礁）およびタラワに侵攻し、12月10日には占領した。日本軍侵攻時、原住民らは部族意識を持ち、イギリスの植民地政府に邪魔されずに自治を行っていた。彼らは日本の支配下に入ることにも不満であり、日本はそれを変えられなかった。
1942年8月17日には、アメリカ軍がブタリタリに奇襲攻撃を行った（マキン奇襲）。これは第2海兵襲撃大隊の約220名の海兵隊員によるもので、潜水艦2隻に分乗し、島に潜入した。島を防衛する日本軍の第62警備隊マキン派遣隊（約70名）と交戦、日本軍は半数が戦死するなど大損害を受けたが、アメリカ軍は翌日に撤退した。この攻撃は、日本軍に島の防衛力強化の必要性を認識させた。
日本軍は1942年9月からギルバート諸島の守備隊を増強し、翌1943年中にベティオ (Betio) を中心としたタラワ環礁と、ブタリタリに守備隊が置かれた。他のギルバート諸島の島にはほとんど兵力が配置されなかった。
1943年11月20日、アメリカ第2海兵師団がタラワとブタリタリに侵攻し、占領した（タラワの戦い、マキンの戦い）。そして、ギルバート諸島は1944年2月のマーシャル諸島への侵攻の拠点に使われた。

### キリバス
1945年8月の第二次世界大戦後にはイギリスの統治下に復帰した。1971年に植民地は自治権を持ち、1976年から1978年にエリス諸島が分離され、1979年にキリバスとして独立し、その一部となった。

## 産業
ギルバート諸島の主要産業はバナバ島 (Banaba Island) とファニング島 (Fanning Island) で採掘された鉱石からのリン酸肥料の生産である。加えていくつかの島ではココヤシが栽培されている。

## 住民
ギルバート諸島の原住民はミクロネシア人で、マーシャル諸島、カロリン諸島、マリアナ諸島の原住民と多くの共通点がある。

## ギルバート諸島の島・環礁
ギルバート諸島の島はほぼ南北に並んでいる。以下に緯度順に北側から列挙する。
| 島・環礁                 | 主要集落                       | 陸地面積 (km2) | ラグーン面積 (km2) | 人口 2020年国勢調査 | 人口 2020年国勢調査 | 緯経度                                                  |
| ------------------------ | ------------------------------ | -------------- | ------------------ | ------------------- | ------------------- | ------------------------------------------------------- |
| 北ギルバート             |                                |                |                    |                     |                     |                                                         |
| マキン (Makin)           | マキン (Makin)                 | 7.89           | 0.3                | 1,914               | 1,914               | 北緯3度23分 東経173度00分 / 北緯3.383度 東経173.000度   |
| ブタリタリ (Butaritari)  | テマノクヌエア (Temanokunuea)  | 13.49          | 191.7              | 3,241               | 3,241               | 北緯3度09分 東経172度50分 / 北緯3.150度 東経172.833度   |
| マラケイ (Marakei)       | ラワンナウィ (Rawannawi)       | 14.13          | 19.6               | 2,738               | 2,738               | 北緯2度00分 東経173度17分 / 北緯2.000度 東経173.283度   |
| アベイアン (Abaiang)     | トゥアラブ (Tuarabu)           | 17.48          | 232.5              | 5,872               | 5,872               | 北緯1度50分 東経172度57分 / 北緯1.833度 東経172.950度   |
| タラワ (Tarawa)          | ベシオ (Betio)                 | 31.02          | 343.6              | 北部                | 7,041               | 北緯1度26分 東経173度00分 / 北緯1.433度 東経173.000度   |
| タラワ (Tarawa)          | ベシオ (Betio)                 | 31.02          | 343.6              | 南部                | 63,439              | 北緯1度26分 東経173度00分 / 北緯1.433度 東経173.000度   |
| 中央ギルバート           |                                |                |                    |                     |                     |                                                         |
| マイアナ (Maiana)        | テブワンゲトゥア (Tebwangetua) | 16.72          | 98.4               | 2,405               | 2,405               | 北緯0度55分 東経173度00分 / 北緯0.917度 東経173.000度   |
| アベママ (Abemama)       | カリアテビケ (Kariatebike)     | 27.37          | 132.4              | 3,257               | 3,257               | 北緯0度24分 東経173度50分 / 北緯0.400度 東経173.833度   |
| クリア (Kuria)           | タボンテビケ (Tabontebike)     | 15.48          | —                  | 1,191               | 1,191               | 北緯0度13分 東経173度24分 / 北緯0.217度 東経173.400度   |
| アラヌカ (Aranuka)       | タカエアン (Takaeang)          | 11.61          | 19.4               | 1,223               | 1,223               | 北緯0度09分 東経173度35分 / 北緯0.150度 東経173.583度   |
| ノノウシ (Nonouti)       | テウアブ (Teuabu)              | 19.85          | 370.4              | 2,792               | 2,792               | 南緯0度40分 東経174度20分 / 南緯0.667度 東経174.333度   |
| 南ギルバート             |                                |                |                    |                     |                     |                                                         |
| タビテウエア (Tabiteuea) | ブアリキ (Buariki)             | 37.63          | 365.2              | 北部                | 4,120               | 南緯1度20分 東経174度50分 / 南緯1.333度 東経174.833度   |
| タビテウエア (Tabiteuea) | ブアリキ (Buariki)             | 37.63          | 365.2              | 南部                | 1,357               | 南緯1度20分 東経174度50分 / 南緯1.333度 東経174.833度   |
| ベル (Beru)              | タウブキンベル(Taubukinberu)   | 17.65          | 38.9               | 2,220               | 2,220               | 南緯1度20分 東経175度59分 / 南緯1.333度 東経175.983度   |
| ニクナウ (Nikunau)       | ルンガタ (Rungata)             | 19.08          | —                  | 2,061               | 2,061               | 南緯1度21分 東経176度28分 / 南緯1.350度 東経176.467度   |
| オノトア (Onotoa)        | ブアリキ (Buariki)             | 15.62          | 54.4               | 1,423               | 1,423               | 南緯1度52分 東経175度33分 / 南緯1.867度 東経175.550度   |
| タマナ (Tamana)          | バカカ (Bakaka)                | 4.73           | —                  | 1,054               | 1,054               | 南緯2度30分 東経175度58分 / 南緯2.500度 東経175.967度   |
| アロラエ (Arorae)        | ロレシ (Roreti)                | 9.48           | —                  | 983                 | 983                 | 南緯2度38分 東経176度49分 / 南緯2.633度 東経176.817度   |
| ギルバート諸島全体       | タラワ (Tarawa)                | 281.0          | 1,866.5            | 108,331             | 108,331             | 北緯3度23分 - 南緯2度38分 東経172度50分 - 東経176度49分 |